# Leezen (Schleswig-Holstein)
Leezen è un comune dello Schleswig-Holstein, in Germania. Appartiene al circondario di Segeberg ed è parte dell'Amt Leezen.